# Nuncjatura Apostolska w Austrii
Nuncjatura Apostolska w Austrii – misja dyplomatyczna Stolicy Apostolskiej w Republice Austrii. Siedziba nuncjusza apostolskiego mieści się w Wiedniu.
Nuncjusz apostolski pełni tradycyjnie godność dziekana korpusu dyplomatycznego akredytowanego we Austrii od momentu przedstawienia listów uwierzytelniających.

## Historia
Nuncjusze apostolscy wysyłani są do Austrii co najmniej od XVI w.
Jeden nuncjusz apostolski w Austrii został później papieżem. Był to abp Antonio Pignatelli del Rastrello - nuncjusz apostolski w Austrii w latach 1668–1671; w 1691 wybrany papieżem, przybrał imię Innocenty XII
W latach 1560–1561 nuncjuszem apostolskim w Austrii był Polak bp Stanisław Hozjusz. Dotychczas był to jedyny Polak na tym urzędzie.

## Nuncjusze apostolscy w Austrii
- kard. Luigi Ruffo Scilla (1793 - 1801) Włoch; kreowany kardynałem w 1801
- abp Antonio Gabriele Severoli (1801 - 1816) Włoch
- abp Paolo Leardi (1817 - 1823) Włoch
- abp Ugo Pietro Spinola (1826 - 1832) Włoch
- kard. Pietro Ostini (1832 - 1836) Włoch; kreowany in pectore kardynałem w 1831, co ogłoszono w 1836
- abp Lodovico Altieri (1836 - 1845) Włoch
- kard. Michele Viale-Prelà (1845 - 1855) Włoch; kreowany in pectore kardynałem w 1852, co ogłoszono w 1853
- abp Antonio Saverio De Luca (1856 - 1863) Włoch
- abp Mariano Falcinelli Antoniacci OSBCas (1863 - 1873) Włoch
- abp Lodovico Jacobini (1874 - 1879) Włoch
- abp Serafino Vannutelli (1880 - 1887) Włoch
- abp Luigi Galimberti (1887 - 1893) Włoch
- abp Antonio Agliardi (1893 - 1896) Włoch
- abp Emidio Taliani (1896 - 1903) Włoch
- abp Gennaro Granito Pignatelli di Belmonte (1904 - 1911) Włoch
- abp Alessandro Bavona (1911 - 1912) Włoch
- abp Raffaele Scapinelli di Leguigno (1912 - 1915) Włoch
- abp Teodoro Valfré di Bonzo (1916 - 1919) Włoch
- abp Francesco Marchetti Selvaggiani (1920 - 1922) Włoch
- abp Enrico Sibilia (1922 - 1935) Włoch
- abp Gaetano Cicognani (1936 - 1938) Włoch
- abp Maurilio Silvani (1946 - 1947) Włoch
- abp Giovanni Battista Dellepiane (1949 - 1961) Włoch
- abp Opilio Rossi (1961 - 1976) Włoch
- abp Mario Cagna (1976 - 1984) Włoch
- abp Michele Cecchini (1984 - 1989) Włoch
- abp Donato Squicciarini (1989 - 2002) Włoch
- abp Giorgio Zur (2002 - 2005) Niemiec
- abp Edmond Farhat (2005 - 2009) Libańczyk
- abp Peter Zurbriggen (2009 - 2018) Szwajcar
- abp Pedro López Quintana (od 2019) Hiszpan